# جون بايرون (توفي 1450)
     لشخصية أخرى تحمل اسم جون بايرون، طالع جون بايرون(توضيح).

السير جون بايرون (1386 - 1450) رجل نبيل وسياسي و فارس إنجليزي وعضو البرلمان. كان ابن السير ريتشارد بايرون ووالد السير نيكولاس بايرون.